# Paule Vézelay
Paule Vézelay, de nacimiento Marjorie Watson-Williams (Bristol 14 de mayo de 1892– Londres, 1984) fue una artista británica, conocida por su arte abstracto aplicado en diversos campos artísticos.

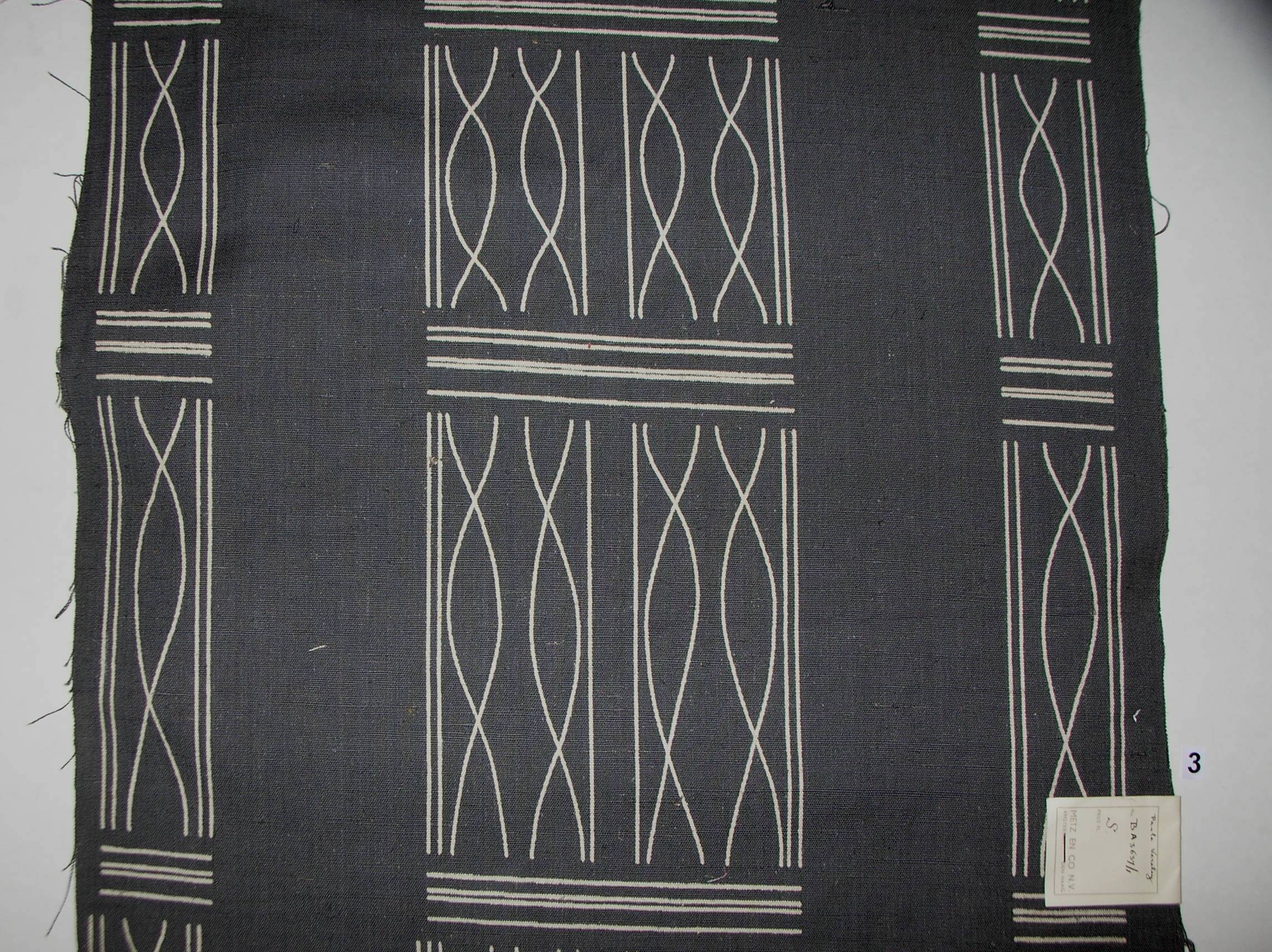
Textiles de Paule Vezelay para Metz

## Biografía
Por parte de madre su familia estaba relacionada con George Fox, fundador de los Cuáqueros, y con el filósofo F.H. Bradley. Su padre, Patrick Watson-Williams (1863-1938), era otorrinolaringólogo. Antes de la Primera Guerra Mundial se formó durante un breve periodo en la Slade School of Fine Art y más tarde en la London School of Art, donde pudo terminar los estudios, mientras la mayor parte de sus compañeros varones fueron movilizados y muchos murieron. Tuvo su primer éxito en 1916, con la ilustración de A Diary of the Great Warr by Saml, Pepys, Junr, una parodia del diario de Samuel Pepys. En 1917 fue invitada a ilustrar la revista Drawing and design, cubriendo temas variados. Tuvo reconocimiento como pintora figurativa, realizando su primera exposición en Londres en 1921. En 1922 fue invitada a unirse al London Group.

## Obra
Se trasladó a Francia en 1926 y cambió su nombre a Paule Vézelay, probablemente para identificarse con la Escuela de París.En 1928 abandonó la pintura figurativa y realizó su primera obra abstracta (que no se conserva) y a partir de entonces trabajó exclusivamente en arte abstracto. En 1929 conoció a André Masson, con quien vivió durante cuatro años. Ambos pintaron obras surrealistas y oníricas, trabajando de forma muy colaborativa. En Francia su trabajo fue muy reconocido, expuesto junto a otros artistas de la preguerra, como Wassily Kandinsky, Piet Mondrian, Joan Miró, Alberto Magnelli, Sophie Tauber y Jean Arp. En la década de 1930 fue recibida como miembro del movimiento abstracto francés, Abstraction-Création, que se creó en gran medida como una reacción al surrealismo .
Al estallar la Segunda Guerra Mundial, Vézelay regresó a Londres, pero tuvo dificultades para ser reconocida en el mundo artístico británico. Sin embargo, en 1952 fue invitada por André Bloc, presidente del movimiento abstracto constructivista parisino Groupe Espace, a formar la sección londinense de ese movimiento. Después de muchas dificultades y la negativa a unirse de algunos de los principales artistas abstractos británicos (incluido Victor Pasmore), logró formar un pequeño grupo de pintores, escultores y arquitectos. El grupo realizó una exposición en el Royal Festival Hall en 1955 que anticipó muchos elementos de la exposición This is Tomorrow, que fue la más renombrada en la Whitechapel Gallery en 1956. En la década de 1950 realizó diseños textiles para Metz de Ámsterdam, Heals de Londres y Edinburgh Weavers.
Las imágenes abstractas de Vézelay de muchas de sus obras, especialmente las formas flotantes de aspecto biomórfico, estaban fuera de las características principales del enfoque constructivista. Su objetivo durante toda su vida fue crear obras que fueran “agradables y felices”, términos que habitualmente no se asocian con el constructivismo. Sin embargo, su idea de que el arte abstracto "puro" mejoraba el medio ambiente, y su participación en el Groupe Espace en la década de 1950, que promovía la síntesis (o al menos una colaboración estrecha) entre arquitectos y pintores y escultores abstractos, la sitúan dentro de la tradición constructivista, al menos en parte. Aplicó sus actividad a diversos campos: fue pintora, dibujante, escultora, impresora, diseñadora textil y escritora de numerosos artículos. Sus diseños textiles de posguerra para Heals también la sitúan claramente dentro del Movimiento Moderno del siglo XX.

## Legado
En 1983, la Tate dedicó a Vézelay una exposición retrospectiva. Fue un reconocimiento tardío de la calidad de su obra y su importante lugar en la historia del arte como una de las primeras artistas británicas en embarcarse durante toda su vida en la exploración y desarrollo de la abstracción.También fue incluida, a principios de 2020, en la exposición Radical Women de Pallant House, que mostró las obras de Jessica Dismorr y sus contemporáneas.